# Guillermo Capdevila Abatte
Guillermo Capdevila Abatte (Santiago de Xile, 1947 - Bilbao, 1999) fou un dissenyador industrial i enginyer de sistemes.

## Biografia
La seva formació la va realitzar a Xile i a Londres on va obtenir el Màster en disseny de producte pel Royal College of Arts. El 1977 s'instal·la al País Basc on funda la seva pròpia empresa Capdevila Asociados, que el 1986 es converteix en Diseño de Productos S.A. Al llarg de la seva trajectòria desenvolupa principalment disseny d'electrodomèstics, sistemes informàtics i maquinària. Va rebre diversos premis nacionals i internacionals i en el moment de la seva mort va deixar més de nou-cents productes al mercat. Entre els seus dissenys cal destacar les grapadores M-8 i M-20 (1977) que van ser les primeres grapadores de plàstic que es van dissenyar al món, el llum de peu P-21-01 (1984) o la planxa professional Lux (1998).